# アトミック・スウィング
アトミック・スウィング（Atomic Swing）は、1992年に結成されたスウェーデンのロックバンド。
代表作であるデビュー・アルバムの『カー・クラッシュ・イン・ザ・ブルー』は、スウェーデンのチャートや賞レースを席巻した。4年の間に3枚のアルバムをリリースし、日本公演も3度行ったが、1997年5月の日本公演をもって一旦解散。
その後、フロントマンのニクラス・フリスクは、元ポプシクルのアンドレアス・マットソンと共にスウィート・チャリオッツ名義で2000年にアルバムを発売。この2人は数々のアーティストのプロデュースや楽曲提供、映画音楽などで共に活躍を続ける。ニクラスはカーディガンズのボーカルであるニーナ・パーションのソロ・プロジェクト、ア・キャンプにも参加しており、元スマッシング・パンプキンズのジェームス・イハらと共にヴァネッサ&ジ・オーズでも活動。かたやミッケ・ローサとヘンリック・バーグランドはザ・クークスというバンドで共に活動していた（同名のイギリスのバンドとは異なる。こちらのクークスの方が先であった）。
個々の活動による9年の時を経て、2006年に再結成。オリジナル・メンバーで製作された原点回帰のアルバム『ザ・ブロークン・ハバナス』をリリース。あえてファースト・アルバムのジャケットデザインを模倣し、北欧諸国ではフェスティバルにも多数出演、ツアーも行われた。日本では2007年11月28日に、ボーナス・トラック3曲を含んだ日本盤をリリース。メンバーは再結成後も個々の活動も続けている。
「I Want My Own Cross」と呼ばれる新曲が2020年4月10日にリリースされた。同年7月31日には、「Can You Deliver?」をデジタル・リリース。 

## メンバー
- ニクラス・フリスク (Niclas Frisk) - ボーカル、ギター、作詞作曲
- ミッケ・ローサ (Micke Lohse) - キーボード、コーラス
- ヘンリック・バーグランド (Henrik Berglund) - ドラム
- ペテル・オーウィン (Petter Orwin、別名Dahlström) - ベース、コーラス

### 旧メンバー
- アンダース・グラハム＝ポールソン (Anders Graham-Paulsson) - ベース (1996年-1997年)

## ディスコグラフィ

### スタジオ・アルバム
- 『カー・クラッシュ・イン・ザ・ブルー』 - A Car Crash in the Blue（1993年）
- 『ボサノヴァ・スワップ・ミート』 - Bossanova Swap Meet（1994年）
- 『フラッフ』 - fluff（1997年）
- 『ザ・ブロークン・ハバナス』 - The Broken Habanas（2008年）

### コンピレーション・アルバム
- 『イン・ゼア・ファイネスト・アワー〜ベスト・オブ・アトミック・スウィング』 - In Their Finest Hour - Greatest Hits（1998年）

### シングル
- "Stone Me Into the Groove"（1992年）
- "Smile"（1993年）
- "Panicburgh City"（1993年）
- "In The Dust"（1993年）
- "Bossanova Swap Meet"（1994年）
- 「ソー・イン・ニード・オブ・ア・チェンジ」 - "So in Need of a Change"（1994年）
- 「ウォーキング・マイ・デヴィル」 - "Walking My Devil"（1997年）
- "So Mystifying"（2006年）
- "The Flasher"（2006年）
- "Venus Addiction"（2006年）
- "Callboy"（2007年）
- "I Want My Own Cross"（2020年）
- "Can You Deliver?"（2020年）

※再結成以前の音源はSonet Grammofon AB（スウェーデン）およびポリドール（日本）から発売された。再結成後はNational（スウェーデン）およびストレンジ・デイズ・レコード（日本）より発売。